# Super Xuxa contra Baixo Astral (álbum)
Super Xuxa Contra Baixo Astral é a trilha sonora do filme brasileiro de mesmo nome, lançado em 1989 pela Som Livre.

## Informações
Super Xuxa Contra Baixo Astral é constituído por canções interpretadas pela protagonista, Xuxa, e por outros artistas. A trilha sonora só foi lançada no começo de 1989, no mesmo período do lançamento do VHS. O projeto gráfico da capa é um rolo de filme no qual há várias fotos do longa em cada quadro. A contra-capa é toda preenchida por uma foto do personagem Baixo Astral. Todas músicas que fizeram parte do filme foram lançadas no disco em versões maiores e algumas com diferenças nos vocais. A música "Hei Machão", que no filme é cantada pela personagem Xixa, na versão do álbum é cantada pela cantora Vanessa, que na época fazia parte do Trem da Alegria.

## Faixas
| N.º            | Título                     | Compositor(es)                              | Intérprete(s)         | Duração |  |
| 1.             | "Arco-Íris"                | Michael Sullivan Paulo Massadas Anna Penido | Xuxa                  | 4:39    |  |
| 2.             | "Flexionar"                | Sullivan Massadas Penido                    | Katita                | 3:12    |  |
| 3.             | "Ei Machão"                | Sullivan Massadas Penido                    | Vanessa               | 4:02    |  |
| 4.             | "Túnel do Terror"          | Sullivan Massadas Penido                    | Solange Massadas      | 3:31    |  |
| 5.             | "Sonho"                    | Sullivan Massadas Penido Paulo Guerra       | Sandra de Sá          | 2:39    |  |
| 6.             | "Voar Voar"                | Sullivan Massadas Penido                    | Trem da Alegria       | 2:52    |  |
| 7.             | "Alto Astral"              | Sullivan Massadas Penido                    | Xuxa                  | 3:38    |  |
| 8.             | "Burocracia"               | Sullivan Massadas Penido                    | Tatiana               | 3:07    |  |
| 9.             | "Eu Quero Saber"           | Sullivan Massadas Penido Guerra             | Xuxa Central Africana | 5:09    |  |
| 10.            | "Somos Um Só"              | Sullivan Massadas Penido                    | Patrícia Luciano      | 3:38    |  |
| 11.            | "Voar Voar (Instrumental)" | Sullivan Massadas Penido                    | Mara Jazz             | 4:38    |  |
| Duração total: | Duração total:             | Duração total:                              | Duração total:        | 39:05   |  |

## Vendas
| Região | Vendas/distribuição |
| --- | ------------------- |
| Brasil | 106.041             |
| *vendas baseadas apenas na certificação ^distribuições baseadas apenas na certificação xdistribuições não-especificadas baseadas apenas na certificação |                     |